# Merveilles (álbum)
Merveilles (en español: Maravillas) es el tercer álbum de la banda japonesa Malice Mizer y su primer y único álbum como major, firmado con la compañía Nippon Columbia. Este álbum incorpora diferentes sonidos, una gran mezcla de géneros que van desde el pop francés hasta el tecnopop otorgándole a cada canción una belleza singular que las distingue entre sí. Merveilles lanzó a la fama a Malice Mizer y a su vocalista Gackt, ya que este se separó de la banda poco después del tiempo de auge Malice Mizer.
Incorpora un sonido sinfónico con guitarras y acordes, un sonido muy ecléctico y diferente. Con Mana y kozi usando su estilo de guitarras gemelas que pocas veces se ha usado de manera tan compenetrada. Las versiones de Illuminati y Le ciel son diferentes a las de los sencillos.
Alcanzó el número 2 en el ranking del Oricon Style Singles Weekly Chart y se mantuvo durante dieciséis semanas en la lista.

## Lista de canciones
| N.º   | Título                                                                      | Letras | Música       | Duración |  |
| 1.    | «~de merveilles»                                                            |        | Mana         | 1:07     |  |
| 2.    | «Syunikiss～二度目の哀悼～ (Syunikiss ~nidome no aitou~)»                   | Gackt  | Yu~ki        | 4:14     |  |
| 3.    | «ヴェル・エール～空白の瞬間の中で～ (Bel Air ~kuuhaku no toki no naka de~)» | Gackt  | Mana         | 5:34     |  |
| 4.    | «ILLUMINATI»                                                                | Gackt  | Közi         | 5:12     |  |
| 5.    | «Brise»                                                                     | Gackt  | Közi         | 5:03     |  |
| 6.    | «エーゲ～過ぎ去りし風と共に～ (E-GE ~sugisarishi kaze to tomo ni~)»         | Gackt  | Mana         | 4:58     |  |
| 7.    | «au revoir»                                                                 | Gackt  | Mana         | 4:54     |  |
| 8.    | «Ju te veux»                                                                | Gackt  | Közi         | 4:37     |  |
| 9.    | «S-CONSCIOUS»                                                               | Gackt  | Mana         | 3:20     |  |
| 10.   | «Le ciel»                                                                   | Gackt  | Gackt        | 5:00     |  |
| 11.   | «月下の夜想曲 (Gekka no Yasoukyoku)»                                        | Gackt  | Közi         | 3:45     |  |
| 12.   | «Bois de merveilles»                                                        | Gackt  | Malice Mizer | 1:55     |  |
| 44:37 |                                                                             |        |              |          |  |